# Flora metróállomás
Flora egy metróállomás Prágában a prágai A metró vonalán.

## Kapcsolódó állomások
A vasútállomáshoz az alábbi állomások vannak a legközelebb:
- Jiřího z Poděbrad (Nemocnice Motol, A metróvonal)
- Želivského (Depo Hostivař, A metróvonal)

## Átszállási kapcsolatok
| A (Nemocnice Motol ↔ Depo Hostivař) |                                        |                         |
| Állomás                             | Átszállási kapcsolatok                 | Fontosabb létesítmények |
| Flora                               | 136, 175 5, 10, 11, 13, 15, 16, 91, 98 |                         |